# Grand Mogol
Ne doit pas être confondu avec le concerto de Vivaldi ni avec l'opérette d'Edmond Audran
Le Grand Mogol est un diamant aujourd'hui disparu. Il faisait partie du trésor de l'empire Moghol, comme le trône du Paon et le diamant Koh-i Nor.
Ce diamant bleu clair serait, avec 280 carats, le cinquième plus gros diamant historiquement connu.

## Histoire
Découvert vers 1650 dans la mine indienne de Kollur, à Golconde, ce magnifique diamant de 280 carats tient son nom du Shâh Jahân, qui construisit le Taj Mahal.
La description la plus précise qui en a été donnée est celle de Jean-Baptiste Tavernier, qui put l'examiner en 1665 et le décrivit :

« La première pièce qu'Akel Kan me mit entre les mains fut le grand diamant, qui est une rose ronde fort haute d'un côté. À l'arête d'en bas, il y a un petit cran et une petite glace dedans. L'eau en est belle et il pèse trois cent dix-neuf ratis et demi, qui font deux cent quatre-vingt de nos carats, le ratis étant sept huitièmes de carat. Quand Mirgimola, qui trahit le roi de Golconda son maître, fit présent de cette pièce à Cha-Gehan auprès duquel il se retira, elle était brute et pesait alors neuf cents ratis, qui font sept cent quatre-vingt sept carats et demi, et il y avait plusieurs glaces. »

— Jean-Baptiste Tavernier, Les six voyages de Jean-Baptiste Tavernier
Ces poids ont été estimés à partir de la pesée qu'il fit avec des poids indiens : 319 ratis que Tavernier calcula être équivalent à 279 et 9/16 de carats après avoir supposé qu'un rati valait 7/8 carat. Cependant, d'autres experts, en attribuant une valeur plus faible au rati, l'estiment équivalent à 188 carats.
L'écart considérable entre le poids de la pierre brute et son poids après taille, a été attribué au procédé de taille, par meulage au lieu de clivage, que lui a fait Hortensio Borgis, le tailleur de diamants vénitien qui vivait en Inde à ce moment :

« Si cette pierre avait été en Europe, on l'aurait gouvernée d'une autre façon car on en aurait tiré de bons morceaux, et elle serait demeurée plus pesante ; au lieu qu'elle a été toute égrisée. Ce fut le sieur Hortensio Borgis, vénitien, qui la tailla, de quoi il fut aussi mal récompensé, car quand elle fut taillée, on lui reprocha qu'il avait gâté la pierre qui aurait pu demeurer à plus grand poids et au lieu de le payer de son travail, le Roy lui fit prendre dix mille roupies, et lui en aurait fait prendre davantage s'il en eût eu au-delà. Si le sieur Hortensio eût bien su son métier, il aurait pu tirer de cette grande pierre quelque bon morceau sans faire tord au Roy, et sans avoir tant de peine à l'égriser, mais ce n'était pas un fort habile diamantaire. »

— Jean-Baptiste Tavernier, Les six voyages de Jean-Baptiste Tavernier
Depuis la conquête et le pillage de Delhi par Nâdir Shâh le 20 mars 1739, la pierre est considérée comme disparue.
Quelques auteurs ont supposé que le diamant Orloff aurait pu être taillé à partir du Grand Mogol. Cette théorie est cependant contestée par la plupart des historiens, qui attribuent aux deux diamants des origines complètement différentes.